# Lubania (gmina)
Lubania (od 1973 Sadkowice) – dawna gmina wiejska istniejąca do 1954 roku w woj. warszawskim, a następnie w woj. łódzkim. Przed wojną siedzibą władz gminy była Lubania, a po wojnie Kaleń.
W okresie międzywojennym gmina Lubania należała do powiatu rawskiego w woj. warszawskim. 1 kwietnia 1939 roku gminę wraz z całym powiatem rawskim przeniesiono do woj. łódzkiego.
Po wojnie gmina zachowała przynależność administracyjną. Według stanu z dnia 1 lipca 1952 roku gmina składała się z 36 gromad. Jednostka została zniesiona 29 września 1954 roku wraz z reformą wprowadzającą gromady w miejsce gmin. Po reaktywowaniu gmin z dniem 1 stycznia 1973 roku gminy Lubania nie przywrócono, utworzono natomiast jej terytorialny odpowiednik, gminę Sadkowice.